# Camalehohoru
Camalehohoru (Kamalehohoru, Kemalehohunu) ist eine osttimoresische Aldeia im Suco Dato (Verwaltungsamt Liquiçá, Gemeinde Liquiçá). 2015 lebten in der Aldeia 3006 Menschen.

## Geographie und Einrichtungen

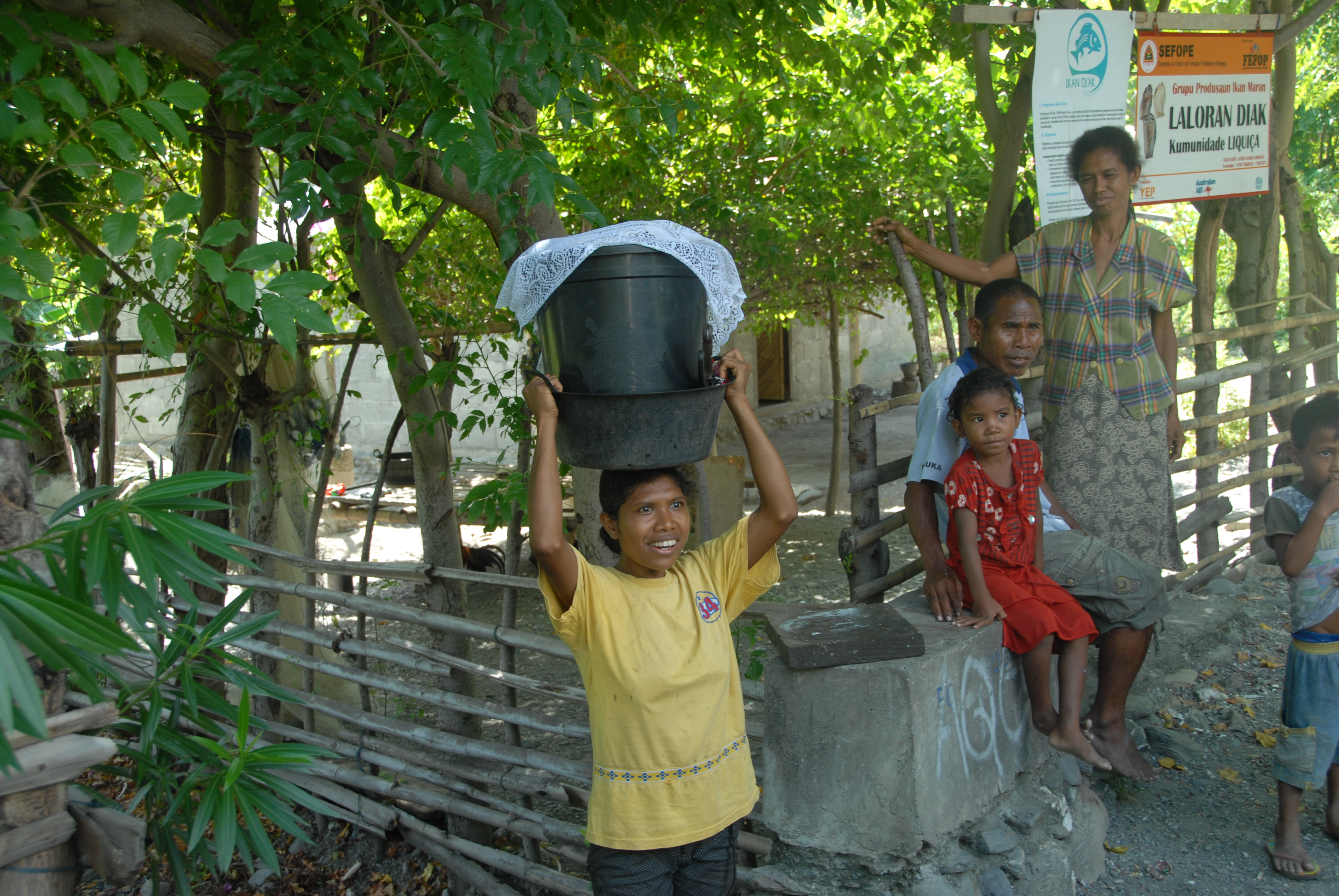
Einwohner von Camalehohoru

Camalehohoru liegt im Nordwesten des Sucos Dato und nimmt Mauboque, der Westen der Gemeindehauptstadt Vila de Liquiçá ein. Östlich liegt die Aldeia Camalelara und südlich die Aldeia Laclolema. Im Südosten grenzt Camalehohoru an einem Punkt an den Suco Loidahar und im Westen an das Verwaltungsamt Maubara mit seinem Suco Vatuvou. Die nördliche Küstenstraße, eine der wichtigsten Verkehrswege des Landes, führt durch Camalehohoru. Eine weitere Überlandstraße verbindet Vila de Liquiçá mit dem Süden. Die Küste an der Sawusee bildet der Strand von Liquiçá, mit dem Ponta Sia Ilo im Nordosten.
In Camalehohoru befindet sich Amtssitz des Verwaltungsamtes Liquiçá, der Convento Kongregasaun Madre, ein Satellitenkampus der Universidade da Paz (UNPAZ) und die Grundschule von Mauboque.

## Politik
2023 wurde Nixon da C. Sampaio zum Chefe de Aldeia gewählt.